# Frieda Amerlan
Frieda Amerlan (* 19. Februar 1841 in Angermünde; † 1. August 1924 in Dahme/Mark) war eine deutsche Schriftstellerin.

## Leben
Amerlan besuchte die Stadtschule in Angermünde und erhielt Unterricht durch Privatlehrer. Sie erzählte den Kindern ihrer Schwester regelmäßig selbsterdachte Geschichten und schrieb diese mit der Zeit nieder. So fand sie zur schriftstellerischen Tätigkeit und veröffentlichte zunächst Kindererzählungen. Später folgten Werke für Jugendliche. Sie war eine Mitarbeiterin an den bei Wilhelm Spemann erscheinenden Jugendzeitschriften Der Gute Kamerad und Das Kränzchen.
Bis 1895 hatte sie ihren Wohnsitz in Angermünde und arbeitete als Privatlehrerin unter anderem in Grabow und Stettin. Von 1895 bis zu ihrem Tod lebte sie als Stiftsdame in Dahme.

## Werke
- Kindergeschichten für aufmerksame kleine Zuhörer von 4 bis 7 Jahren. Flemming, Glogau [1870].
- Alte liebe Lieder. (1882)[1]
- Ersungen! Erzählung für junge Mädchen. Eckstein, Berlin 1886.
- Fürs junge fröhliche Mädchenherz. Der weiblichen Jugend gewidmet. Enßlin & Laiblin, Reutlingen 1890.
- Annemarie. Eine Erzählung für Jung und Alt. Schorss, Berlin 1891.
- Was Grossmutter erzählte, als Schmiede-Wilhelm durchaus nach Amerika wollte. Eine Erzählung für Jung und Alt. Schorss, Berlin 1891.
- Für die Jugend. Aus Urväter Tagen. Altnordisches Götterleben und Heldentum der Edda nach erzählt. Von Trautetter, Berlin 1891.
- Am Herd des Hauses. Praktisches Kochbuch mit Notizblättern zum Weitersammeln von Rezepten. Niekammer, Stettin 1897.
- Mademoiselle. Enßlin & Laiblin, Reutlingen 1912.
- Mädchengeschichten. 4 Erzählungen für die weibliche Jugend. Enßlin & Laiblin, Reutlingen 190.